# تلبيسة (تراث شعبي)
التلبيسة: في التراث الشعبي السوري، هو حفل يقام للعريس قبل ذهابه لاصطحاب العروس من بيت أهلها. حيث يجتمع أهل العريس غالباً دون أهل العروس. وتستقبل الضيوف، ويكون هناك نوع من الطرب أو الإنشاد ويصاحب ذلك بعض الرقص الشعبي من الحضور.
وقد كانت تجري المراسم عادة في بيت العريس، أما الآن ومع ضيق مساحة البيوت، وانتشار دور الأفراح، فقد أصبحت تجرى غالباً في دور الأفراح أو في البيوت أو في الفنادق. واسم التلبيسة يدل على ما يحدث فيها، فهي عبارة عن تلبيس العريس لباس العرس الجديد، الذي يكون موضوعاً في لفة من القماش المطرز (البقجة) حيث يؤتى بها، ويطوف أحد الأصدقاء بالبقجة أمام الضيوف واضعاً إياها على رأسه. ثم يذهبون بالعريس فيحلق له الحلاق شعره، ويحلق ذقنه، ويعطره، ثم يخلع بعض الأصدقاء (ويكونون عادة من الأصدقاء المقربين) لباس العريس فيعطرونه، ويلبسونه الحلة الجديدة، ويهتف الأصدقاء عند كل لبس لشيء من اللباس بأهازيج وصيحات شعبية خاصة، وقد يرافق ذلك الوخز بالدبابيس للمداعبة وتنبيه العريس من التعب الذي انتابه.
وبعد اكتمال اللباس، يمر العريس ويسلم على جميع الحضور حيث يتمنون له الحياة السعيدة ويدعون له. ويتوجه عندما يحين الوقت إلى بين العروس وهنا لا بد أن نتكلم عن العراضة الشامية المشهورة. والعراضة الشامية هي موكب من الضيوف يتجه إلى دار العروس، ينادون فيه بعض الأهازيج المشهورة، ويقوم البعض بالرقص بالسيوف والتروس.
وعند الوصول إلى بيت العروس تعلو الأصوات لإعلام النساء بقدوم العريس، وعندها تعلو زغاريد النساء لاستقبال العريس.